# 笠吉麻呂
笠 吉麻呂（かさ の よしまろ）は、飛鳥時代・奈良時代の貴族。姓は朝臣。大乙下・笠諸石の子。官位は正五位下・造雑物法用司。

## 経歴
藤原宮出土の年代不明の木簡に「弾正台吉麻呂請根大夫前（桃子一二升奉直丁刀良）」とある。
元明朝の和銅元年（708年）従五位下に叙爵し、翌和銅2年（709年）造雑物法用司が設置されると、采女枚夫・多治比三宅麻呂・船秦勝とともにその官人に任ぜられる。和銅5年（712年）従五位上、和銅8年（715年）正五位下と順調に昇進した。

## 官歴
注記のないものは『続日本紀』による。
- 時期不明：弾正台官人
- 和銅元年（708年） 正月11日：従五位下
- 和銅2年（709年） 3月23日：造雑物法用司
- 和銅5年（712年） 正月19日：従五位上
- 和銅8年（715年） 正月10日：正五位下

## 系譜
- 父：笠諸石[2]
- 母：不詳
- 生母不詳の子女
  - 男子：笠不破麻呂[2]
  - 男子：笠乙麻呂[2]
  - 女子：笠比売比止女[2]